# Золовский, Андрей Петрович
Андрей Петрович Золовский (22 августа 1915 — 20 мая 2000) — советский и украинский географ, экономико-географ, картограф, доктор географических наук, профессор Киевского национального университета имени Тараса Шевченко.

## Биография
Родился 22 августа 1915 года в селе Гвоздавка Вторая, ныне Любашевский район, Одесская область, в бедной молдавской семье. Окончив школу, в 1931 году начал трудовую деятельность сначала учителем, а затем инспектором школ. В 1941 году окончил географический факультет Одесского университета. Во время Великой Отечественной войны воевал на фронтах Украины, Кавказа, Польши, Германии. Прошёл путь от рядового до офицера — командира танка. В боях был ранен, контужен, но после выздоровления снова возвращался в ряды действующей армии. Награждён двумя боевыми орденами, тремя медалями. Демобилизовался в 1946 году.
С 1946 года работал в Киевском университете научным сотрудником научно-исследовательского института географии. За период преподавательской работы в геодезии и картографии (1952—1976) занимал должности старшего преподавателя, с 1955 года — доцент, с 1970 года — профессор. Кандидатская диссертация «География сельских населённых пунктов правобережной лесостепи и Полесья Украинской ССР (попытка сравнительного экономико-географического анализа)» защищена в 1952 году. Защитил первую в УССР докторскую диссертацию по специальности «картография» «Проблемы комплексного картографирования экономики колхозов и совхозов, административных районов и областей УССР» в 1969 году. В 1970—1977 годах — руководитель Сектора географии Института геофизики им. С. И. Субботина АН УССР, заведующий отделом картографии, в 1986—1996 годах — ведущий научный сотрудник-консультант. Ушёл на пенсию из-за проблем со здоровьем.
Научный соратник профессора А. С. Харченко. Признанный научный руководитель и основатель новой научной школы «Картографические исследования природы, населения и хозяйства, эколого-географических проблем и ситуаций». Выполнил научное обоснование сельскохозяйственного картографирования, основные положения и практические пути генерализации на комплексных экономических картах; разработал новые типы карт сельского хозяйства и охраны природы. Разработал научные программы нескольких комплексных атласов Украины. Составил и осуществил научное редактирование около 200 оригинальных карт. Был ответственным секретарём сборников научных трудов и комплексного тематического картографирования Украины, член редколлегий журналов: «Вестник Киевского университета. Серия География», «Вестник геодезии и картографии». Вице-президент Украинского географического общества. Исполняющий обязанности председателя бюро Отделения наук о Земле Президиума АН УССР и член секции геологии, географии и геофизики Комитета по государственным премиям УССР. Был избран членом Международной картографической ассоциации, Национального комитета картографов СССР, членом-корреспондентом комиссии национальных атласов Международного географического союза США.
Заслуженный деятель науки и техники УССР с 1985 года. Удостоен диплома Географического общества СССР «За выдающиеся научные труды в области географических наук» в 1982 году. Почётный член Географического общества СССР с 1980 года.
Автор более 200 научных трудов. Автор и научный консультант «Географической энциклопедии Украины». Подготовил 15 кандидатов и четыре доктора наук.

## Труды
- Атлас сільського господарства Української РСР. — К., 1958 (в соавторстве).
- Атлас природных условий и естественных ресурсов Украинской ССР. 1978.
- Комплексне картографування економіки сільського господарства. — К., 1974.
- Картографічні проблеми охорони природи. — К., 1978 (в соавторстве).
- Стан і перспективи розвитку географічних досліджень в Українській РСР. — К., 1980 (в соавторстве).